# カルロ・リドルフィ

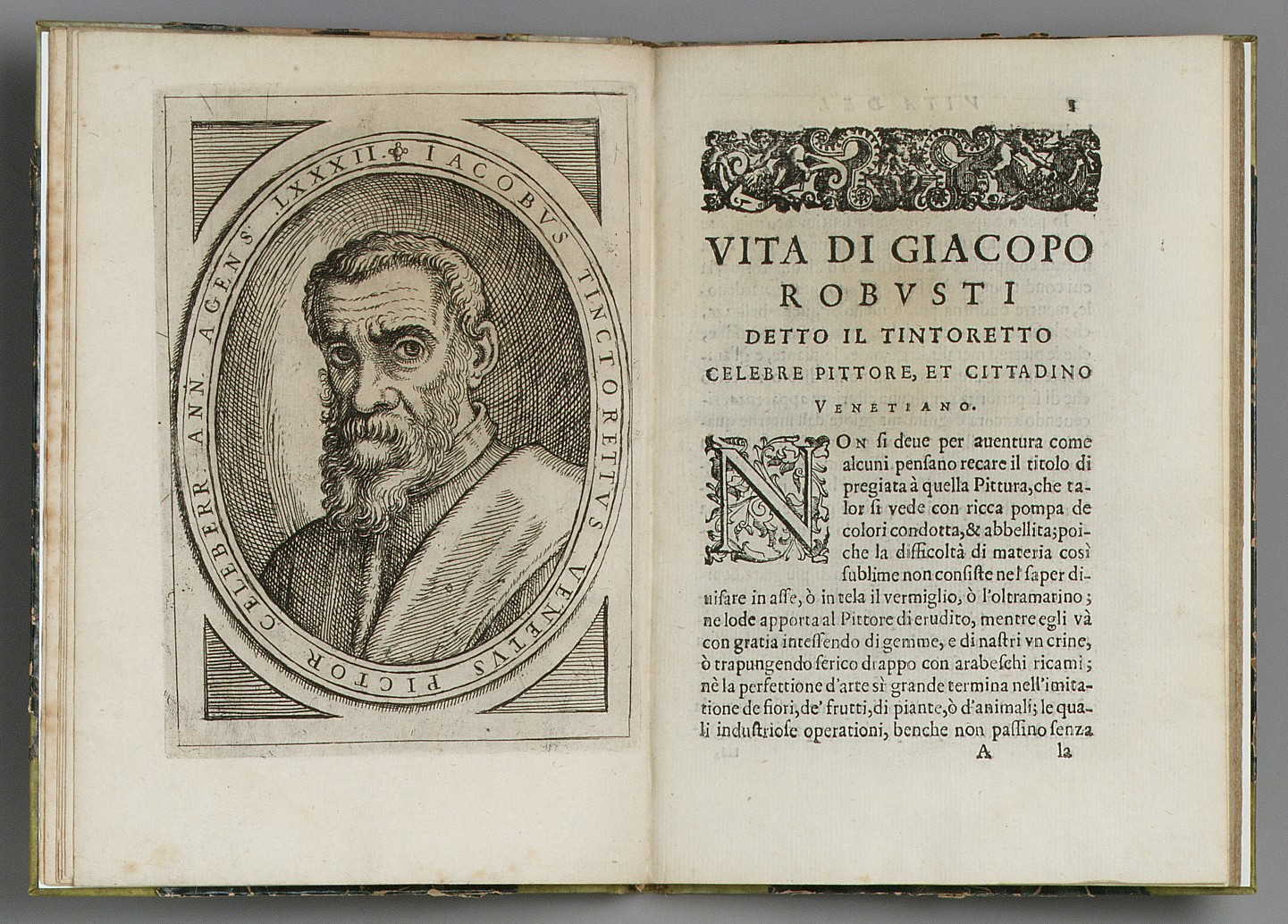
著書「ティントレットの生涯(Vita del Tintoretto)」

カルロ・リドルフィ（Carlo Ridolfi、1594年 - 1658年）はイタリアの画家。

## 略歴
ヴィチェンツァ県のロニーゴに生まれた。アントニオ・ヴァッシラッキの弟子であった。画家としての作品にはヴェネツィアのオンニッサンティ教会(Chiesa di Ognissanti)の装飾画がある。
ヴェネツィアの画家たちの伝記、"Le Maraviglie dell'arte"(1646-1648)などの著者として知られている。この作品では、ジョルジョ・ヴァザーリ (1511-1574)の画家の列伝『画家・彫刻家・建築家列伝』に異論を唱える記述が見られる。ティントレットやパオロ・ヴェロネーゼの伝記も執筆した。リドルフィの著作は後のヴェネツィアの画家についての著作を行った、マルコ・ボスキーニ(1602–1681) 、アントニオ・マリア・ザネッティ(1679-1767)、ルイジ・ランツィ(1732- 1810)といった著述家に引用された。

## 著作
- Le maraviglie dell'arte ovvero Le vite degli illustri pittori veneti e dello stato, Gio. Battista Sgava, 1648 (Digitalisat); 2. Aufl., Cartallier, Padua 1835. (Band 1, Digitalisat, Bd. 2)